# Xander Stockmans
Xander Stockmans is drummer, kunstschilder en fotograaf. Daarnaast is hij opgeleid als grafisch ontwerper en is afkomstig uit Tienen.
Hij drumt sinds zijn kinderjaren in verschillende bands, waarvan DadaWaves de bekendste is. Zijn liefde voor muziek komt ook tot uiting in de keuze van de onderwerpen van zijn schilderijen, zo schildert hij vaak internationale muzikale beroemdheden (bijvoorbeeld Bob Dylan).
In 2011 verkreeg hij een beurs bij het Fonds Pascal Decroos samen met journalisten Majd Khalifeh en Pieter Stockmans. Ze trokken vijf maanden door Noord-Afrika en het Midden-Oosten op zoek naar de dromen van mensen daar. Uit dat online project, 'Tussen Vrijheid en Geluk', volgde nadien de spin-off 'Stateless', een documentaire die werd uitgezonden tijdens het Canvasprogramma Vranckx.
In 2014 trok hij naar Jordanië, samen met journalist Pieter Stockmans en onderzoeker Montasser AlDe'emeh, waar hij jihadisten van ISIS en Jabhat Al-Nusra fotografeerde. Montasser AlDe'emeh en Pieter Stockmans vermeldden deze reis in het hoofdstuk over Jordanië van het boek De jihadkaravaan.